# Nachal Ma'apilim
Nachal Ma'apilim (hebrejsky: נחל מעפילים) je krátké vádí v severním Izraeli.
Začíná v nadmořské výšce přes 300 metrů v pohoří Karmel, nedaleko od severovýchodního okraje města Isfija. Vádí směřuje k severovýchodu a prudce klesá po zalesněných svazích. Pak vstupuje do Zebulunského údolí, na jehož okraji prochází vesnicí Jagur. Ústí potom zleva do řeky Kišon. Svahy vádí jsou turisticky využívané, prochází tudy jeden z úseků celostátní izraelské stezky. Původně se vádí nazývalo Nachal Nachaš (נחל נחש, Hadí vádí), ale rozhodnutím vlády bylo oficiálně přejmenováno na Nachal Ma'apilim (podle ilegálních židovských přistěhovalců – viz Alija Bet, kteří zdejším regionem utíkali ve 40. letech 20. století z britských detenčních zařízení v Atlitu).